# Municipio de Scott (condado de Columbia)
El municipio de Scott (en inglés: Scott Township) es un municipio ubicado en el condado de Columbia en el estado estadounidense de Pensilvania. En el año 2000 tenía una población de 4768 habitantes y una densidad poblacional de 259.3 personas por km².

## Geografía
El municipio de Scott se encuentra ubicado en las coordenadas 41°02′00″N 76°24′59″O / 41.03333, -76.41639.

## Demografía
Según la Oficina del Censo en 2000 los ingresos medios por hogar en la localidad eran de $42 123 y los ingresos medios por familia eran de $52 286. Los hombres tenían unos ingresos medios de $37 010 frente a los $29 063 para las mujeres. La renta per cápita de la localidad era de $24 791. Alrededor del 7,8% de la población estaba por debajo del umbral de pobreza.